# Algeciras (Huila)
Algésiras (espagnol Algeciras) est une municipalité située dans le département de Huila, en Colombie.